# Temnopteryx
Temnopteryx  es un género monotípico de plantas con flores perteneciente a la familia de las rubiáceas. Incluye una sola especie: Temnopteryx sericea Hook.f. in G.Bentham & J.D.Hooker (1873). Es nativa del centro y oeste tropical de África.

## Descripción
Es una planta herbácea resistente, que alcanza un tamaño de 2 metros de altura, cubierta en el lado inferior de las hojas (al menos en las venas) y las flores con pelos sedosos de color rojizo brillante. Hojas oblanceoladas,  caudado-acuminadas, atenuadas en la base. Las inflorescencia con muchas flores juntas, sésiles o subsésiles, en una cabeza pedunculada.

## Taxonomía
Temnopteryx sericea fue descrita por Joseph Dalton Hooker y publicado en Genera Plantarum (Bentham & Hooker f.) 2: 72, en el año 1873.